# 西泉街站
西泉街站是一个水蚌铁路上的铁路车站，位于安徽省滁州市凤阳县西泉镇，建于1944年，目前为四等站，邮政编码为233112。目前客运：办理旅客乘降；行李、包裹托运；货运：办理整车货物发到；危险货物仅办理农药、化肥发到。国电蚌埠发电有限公司专用线由西泉街站引出，与国电大道并行，通往蚌埠市怀远县孝仪乡国电蚌埠二电厂（孝仪电厂）。